# Mariel Zagunis
Mariel Zagunis, född 3 mars 1985 i Portland i Oregon, är en amerikansk fäktare som tog OS-brons i damernas lagtävling i sabel i samband med de olympiska fäktningstävlingarna 2008 i Peking. Hon tog även vid samma olympiska spel OS-guld i damernas individuella tävling i sabel. Zagunis tog brons i damernas lagtävling i sabel även vid de olympiska fäktningstävlingarna 2016 i Rio de Janeiro.